# EUROSCI Network
EUROSCI Network es una red académica internacional que promueve la cooperación interuniversitaria por medio de la tecnología educativa. Formada el 1 de septiembre de 2016, ofrece servicios a miembros y socios institucionales en los ámbitos de cooperación internacional, formación del profesorado, gestión de la presencia en línea, intermediación del mecenazgo y aseguramiento de la calidad. Entre sus actividades destacan tres ediciones de un curso abierto en línea sobre integración europea financiado por la UE. La Red también ha promocionado actividades de extensión a profesores y alumnos de otros niveles educativos, como la enseñanza secundaria.

## Socios institucionales
La Red contaba con 24 socios institucionales en junio de 2020, distribuidos a lo largo de trece países de Europa, África y Sudamérica:
| País        | Institutiones                                            |
| ----------- | -------------------------------------------------------- |
| Brasil      | Universidad Metodista de Piracicaba                      |
| Brasil      | Universidad Metodista de Sao Paulo                       |
| Colombia    | Universidad Católica de Colombia                         |
| Alemania    | Universidad de Siegen                                    |
| España      | Universidad de La Coruña                                 |
| España      | Universidad de Santiago de Compostela                    |
| Grecia      | Universidad de Tesalia                                   |
| Italia      | Universidad de estudios de Palermo                       |
| Kosovo      | Universidad de Pristina                                  |
| Libia       | Universidad de Bengasi                                   |
| Libia       | Universidad de Sebha                                     |
| Libia       | Universidad de Trípoli                                   |
| Marruecos   | HESTIM Engineering and Business School                   |
| Polonia     | Politécnica de Lublin                                    |
| Rumania     | Escuela Nacional de Estudios Políticos y Administrativos |
| Rumania     | Universidad Alexandru Ioan Cuza de Iași                  |
| Rumania     | Universidad Politécnica de Bucarest                      |
| Rumania     | Universidad Ștefan cel Mare de Suceava                   |
| Rumania     | Universidad Técnica Gheorghe Asachi de Iași              |
| Ucrania     | Universidad de Odesa                                     |
| Ucrania     | Universidad de Chernivtsi                                |
| Ucrania     | Universidad Agroecológica Nacional de Zhytomyr           |
| Reino Unido | Royal Holloway, Universidad de Londres                   |
| Reino Unido | University of South Wales                                |